# Toronto FC 2017
In questa pagina, sono raccolte le informazioni sulle competizioni ufficiali disputate dal Toronto FC nella stagione 2017.

## Rosa
| N. |                        | Ruolo | Calciatore         |
| -- | ---------------------- | ----- | ------------------ |
| 1  | Stati Uniti (bandiera) | P     | Clint Irwin        |
| 2  | Stati Uniti (bandiera) | D     | Justin Morrow      |
| 3  | Stati Uniti (bandiera) | D     | Drew Moor          |
| 4  | Stati Uniti (bandiera) | C     | Michael Bradley    |
| 5  | Canada (bandiera)      | D     | Ashtone Morgan     |
| 6  | Stati Uniti (bandiera) | D     | Nick Hagglund      |
| 7  | Spagna (bandiera)      | C     | Víctor Vázquez     |
| 8  | Francia (bandiera)     | C     | Benoît Cheyrou     |
| 9  | Giappone (bandiera)    | C     | Tsubasa Endō       |
| 10 | Italia (bandiera)      | A     | Sebastian Giovinco |
| 12 | Porto Rico (bandiera)  | D     | Jason Hernandez    |
| 14 | Canada (bandiera)      | C     | Jay Chapman        |
| 15 | Stati Uniti (bandiera) | D     | Eriq Zavaleta      |
| 17 | Stati Uniti (bandiera) | A     | Jozy Altidore      |

| N. |                          | Ruolo | Calciatore        |
| -- | ------------------------ | ----- | ----------------- |
| 18 | Stati Uniti (bandiera)   | C     | Marco Delgado     |
| 19 | Stati Uniti (bandiera)   | A     | Ben Spencer       |
| 20 | Canada (bandiera)        | C     | Sergio Camargo    |
| 21 | Canada (bandiera)        | C     | Jonathan Osorio   |
| 22 | Canada (bandiera)        | A     | Jordan Hamilton   |
| 23 | RD del Congo (bandiera)  | D     | Chris Mavinga     |
| 25 | Stati Uniti (bandiera)   | P     | Alex Bono         |
| 26 | Liechtenstein (bandiera) | D     | Nicolas Hasler    |
| 27 | Norvegia (bandiera)      | D     | Øyvind Alseth     |
| 31 | Panama (bandiera)        | C     | Armando Cooper    |
| 32 | Stati Uniti (bandiera)   | D     | Brandon Aubrey    |
| 33 | Iran (bandiera)          | D     | Steven Beitashour |
| 40 | Stati Uniti (bandiera)   | P     | Mark Pais         |
| 44 | Canada (bandiera)        | C     | Raheem Edwards    |
| 87 | Canada (bandiera)        | A     | Tosaint Ricketts  |